# Heinrich Haake

Heinrich Haake

Heinrich (auch: Heinz) Haake (* 24. Januar 1892 in Köln; † 17. September 1945 in Velen) war ein Gauleiter der NSDAP.

## Leben und Wirken
Der Sohn eines Stadtarchitekten besuchte Volksschule und Gymnasium, war in der Jugendbewegung aktiv und Wandervogelführer. Beruflich war er zunächst Bankangestellter.
1914 nahm er als Kriegsfreiwilliger am Ersten Weltkrieg teil. Bei Langemarck in Belgien wurde er schwer verwundet und galt in der Folge als schwerkriegsbeschädigt. 1919 kehrte er nach Köln zurück. 1920 trat er der Deutsch-Völkischen Einheitspartei sowie ungefähr zur gleichen Zeit dem Deutschvölkischen Schutz- und Trutzbund bei. 1922 wurde er Mitglied der NSDAP, die allerdings 1923 vorübergehend verboten wurde. Er wechselte dann zur Nationalsozialistischen Freiheitsbewegung (NF), deren einziger Landtagsabgeordneter im Preußischen Landtag er am 7. Dezember 1924 wurde.
Mit der Neugründung der NSDAP 1925 trat Haake der Partei am 14. April desselben Jahres erneut bei (Mitgliedsnummer 13.328), er wurde zunächst Ortsgruppenleiter in Köln und am 27. März 1925 Gauleiter im Gau Rheinland-Süd. Allerdings hatte Gregor Strasser schon am 22. Februar 1925 Haake zum Gauführer im Gau Köln-Aachen ernannt. Im gleichen Jahr endete seine Gauleitertätigkeit wieder, da er wegen gesundheitlicher Probleme seinen Rücktritt einreichte.
1932 wurde Haake zum Landesinspekteur West und zum Leiter des Organisationsamtes der NSDAP in München ernannt. 1933 wurde er zum Ersten Vizepräsidenten des Preußischen Landtages gewählt und in Nachfolge von Johannes Horion zum Landeshauptmann der Rheinprovinz ernannt. Als solcher verlieh er von 1935 bis 1943 den Rheinischen Literaturpreis. 1934 wurde er Reichsinspekteur der NSDAP. Von November 1933 bis zum Ende des nationalsozialistischen Regimes 1945 gehörte er dem funktionslosen Reichstag für den Wahlkreis 20 (Köln-Aachen) an.
Dem folgten 1934 weitere Ehrenämter wie Vorsitzender des Rheinischen Vereins für Denkmalpflege und Heimatschutz, Reichsinspekteur bei der Reichsleitung der NSDAP, Mitglied des Vorstandes des Deutschen Gemeindetages, Ehrensenator der Universität Köln oder Ehrenbürger der TH Aachen. Mit einem Beitrag in der Zeitschrift Die Rheinprovinz erwies er sich als Befürworter der Nationalsozialistischen Rassenhygiene: „Im nationalsozialistischen Staat kann man nicht trägen Herzens zusehen, wie die ideelle und materielle Last der Geisteskrankenfürsorge wächst“.
Haake war auch in die Raumordnungspolitik des NS-Staates involviert. Er verfasste in seiner Eigenschaft als stellvertretender Vorsitzender der Landesplanungsgemeinschaft Rheinland das Vorwort zu der Studie Raumordnung durch landwirtschaftliche Umsiedlung in der Rheinprovinz (Leipzig 1943) (s. auch Reichsarbeitsgemeinschaft für Raumforschung, Wilhelm Busch, Norbert Ley, Ludwig Neundörfer) 
Im Jahre 1935 wurde Haake vom Archäologischen Institut des Deutschen Reiches zum ordentlichen Mitglied ernannt.
Von 1942 bis 1945 war Haake als Reichswanderführer Vorsitzender des Reichsverbandes Deutscher Gebirgs- und Wandervereine. Ihm als persönlich gewähltem Vorsitzenden stand Wilhelm Götz als geschäftsführender Vorsitzender des Verbands zur Seite.
1943 wurde er zum SA-Gruppenführer befördert. 1945 geriet er in britische Gefangenschaft. Interniert in Recklinghausen, wurde er von dort in das Gefangenenlazarett auf Schloss Velen verlegt, wo er noch in demselben Jahr starb.